# کن گریو
کن گریو (انگلیسی: Ken Grieve؛ 
 ۱۷ مارس ۱۹۴۲ – ۱۵ نوامبر ۲۰۱۶) کارگردان تلویزیونی اهل بریتانیا بود.
از فیلم‌ها یا مجموعه‌های تلویزیونی که وی در آن‌ها نقش داشته‌است، می‌توان به خطاهای نرم‌افزاری، پوآرو، ماجراهای شرلوک هلمز، تلفات، ترفند، طرح‌ریزی، رویارویی، دکتر هو، دادگاه جزا و خیابان کورونیشن اشاره نمود.